# Hiroe Suzuki
Hiroe Minagawa Suzuki –en japonés: 鈴木博恵, Suzuki Hiroe– (Kioto, 19 de agosto de 1987) es una deportista japonesa que compite en lucha libre.
Ganó tres medallas en el Campeonato Mundial de Lucha, entre los años 2017 y 2019, y cinco medallas en el Campeonato Asiático de Lucha entre los años 2013 y 2019. En los Juegos Asiáticos de 2018 consiguió una medalla de plata en la categoría de 76 kg.

## Palmarés internacional
| Campeonato Mundial  | Campeonato Mundial     | Campeonato Mundial | Campeonato Mundial |
| Año                 | Lugar                  | Medalla            | Categoría          |
| ------------------- | ---------------------- | ------------------ | ------------------ |
| 2017                | París (Francia)        | Medalla de bronce  | 75 kg              |
| 2018                | Budapest (Hungría)     | Medalla de bronce  | 76 kg              |
| 2019                | Nursultán (Kazajistán) | Medalla de plata   | 76 kg              |
| Juegos Asiáticos    |                        |                    |                    |
| Año                 | Lugar                  | Medalla            | Categoría          |
| 2018                | Yakarta (Indonesia)    | Medalla de plata   | 76 kg              |
| Campeonato Asiático |                        |                    |                    |
| Año                 | Lugar                  | Medalla            | Categoría          |
| 2013                | Nueva Delhi (India)    | Medalla de oro     | 72 kg              |
| 2014                | Astaná (Kazajistán)    | Medalla de bronce  | 75 kg              |
| 2015                | Doha (Catar)           | Medalla de oro     | 75 kg              |
| 2018                | Biskek (Kirguistán)    | Medalla de plata   | 76 kg              |
| 2019                | Xian (China)           | Medalla de plata   | 76 kg              |